# Анатисы
Анатисы (лат. Anatis) — род божьих коровок из подсемейства Coccinellinae.

## Описание
Шов надкрылий перед вершиной с небольшой вырезкой, снабжённой густыми нежными волосками. Переднегрудь без килей, впереди со слабым тупым бугорком.

## Систематика
В составе рода:
- Anatis labiculata (Say, 1824)
- Anatis lecontei Casey, 1899
- Anatis mali (Say, 1825)
- Anatis ocellata (Linnaeus, 1758)
- Anatis quindecimpunctata (De Geer, 1775)
- Anatis rathvoni (LeConte, 1852)